# 国家電網
国家電網公司（こっかでんもうこうし、中国語簡体字: 国家电网公司、英文：State Grid Corporation of China）は、中華人民共和国国営の電力配送会社である。ステートグリッドとも呼ばれる。中国の中央政府が直接管掌する中央企業である。

## 概要
世界最大の電力会社であり、太陽光発電や風力発電といった新エネルギーの設備容量も世界一である。2018年のフォーチュンの世界企業500社売上高番付で2位になっている。AIなど先端技術へのR&D投資に旺盛な企業でもあり、2017年時点で特許取得件数はファーウェイを超えて中国で1位である。中国南部への配送を司る華南電網公司と共に、中国全土へ送電・変電・配電をしている。以前の国家電力公司が電力機構の「発送分離」（中国語：廠網分離）で2002年に生まれた会社で、別の5大発電会社である大唐（中国大唐集団公司）・中電投（中国電力投資集団公司）・国電（中国国電集団公司）・華電（中国華電集団公司）・華能（中国華能集団公司）が発電する電力の送電のみをおこなう。
5つの子会社があり、華北電網公司、東北電網公司、華東電網公司、華中電網公司、華南電網公司である。三峡ダムも華中電網公司が担当する地域にあり、「西電東送」の主要役割を担う。イタリアのCDP Reti、ポルトガルのREN、ギリシャのADMIE、ブラジルのCPFLエネルジアなど海外企業の株式の買収して大陸間の送電網を計画し、さらに世界規模の送電網「グローバル・エネルギー・インターコネクション（GEI）」を提唱しており、日本との関係では北東アジアの送電網構想「アジアスーパーグリッド（ASG）」はこれを補完するものとされる。また、電気自動車（EV）の急速充電器の共同開発を提案し、中国電力企業連合会と日本のCHAdeMO協議会で規格統一が合意された。

## 参考
- 中国の地域エネルギー事情調査報告書 （第3章、2003年調査）